# Деалу Фрумос (Сибињ)
Деалу Фрумос (рум. Dealu Frumos) насеље је у Румунији у округу Сибињ у општини Мергиндеал. Oпштина се налази на надморској висини од 464 m.

## Становништво
Према подацима из 2002. године у насељу је живело 547 становника.

### Попис2002.
| Расподела становништва по националности 2002.‍ | Расподела становништва по националности 2002.‍ | Расподела становништва по националности 2002.‍ | Расподела становништва по националности 2002.‍ | Расподела становништва по националности 2002.‍ |
| --------------------------------------------- | --------------------------------------------- | --------------------------------------------- | --------------------------------------------- | --------------------------------------------- |
|                                               |                                               |                                               |                                               |                                               |
| Румуни                                        | Румуни                                        |                                               | 499                                           | 91,4%                                         |
| Роми                                          | Роми                                          |                                               | 24                                            | 4,4%                                          |
| Немци                                         | Немци                                         |                                               | 23                                            | 4,2%                                          |